# Heinz Strelow
Heinz Strelow (* 15. Juli 1915 in Hamburg; † 13. Mai 1943 in Berlin-Plötzensee) war ein deutscher Journalist, Unteroffizier und Widerstandskämpfer.

## Leben
Die Eltern von Heinz Strelow waren Kommunisten aus Bremen und Hamburg; sein Vater starb im Kriegseinsatz 1915. Strelow wuchs in Hamburg auf und besuchte dort die Lichtwarkschule, sein Mitschüler und bester Freund war Walter Niemann. 1932 wurde er Mitglied im Kommunistischen Jugendverband Deutschlands (KJVD). Im Oktober 1935 wurde er in Hamburg-Fuhlsbüttel deswegen für einige Wochen in „Schutzhaft“ genommen. Nach seiner Freilassung setzte er seine Widerstandstätigkeit in der Arbeiterjugendbewegung fort und organisierte eine Hamburger Gruppe, die auch Kontakte nach Bremen zu Klaus Bücking und Gustav Böhrnsen hatte. Dadurch entstand auch ein Kontakt zum Instrukteur der Abschnittsleitung Nord der KPD Conrad Blenkle.
1940 leistete Strelow seinen Wehrdienst zunächst in Hamburg ab, dann als Unteroffizier ab April 1941 bei der Heeresabnahmestelle in Berlin-Wannsee; seine Frau blieb in Hamburg. Ende 1941 lernte er Cato Bontjes van Beek kennen. Gemeinsam bezogen sie eine Wohnung am Kaiserdamm in Berlin-Charlottenburg. Heinz Strelow beteiligte sich eine Zeitlang an den Widerstandsaktivitäten Cato Bontjes van Beeks in einer der Gruppen der Roten Kapelle. Gemeinsam druckten und verteilten sie illegale Schriften und Flugblätter, die zum Kampf und zum Widerstand gegen die Nationalsozialisten aufriefen. Auch die Malerin Katja Meirowsky war in dieser Gruppe aktiv und hatte engen Kontakt zu Cato Bontjes van Beek und Heinz Strelow. Das aktionistische Verhalten der Gruppe um Harro Schulze-Boysen widersprach aber seinen klaren Vorstellungen über die organisatorischen Notwendigkeiten illegaler Arbeit, die er in den Jahren zuvor gewonnen hatte. Im August 1942 überzeugte er Cato Bontjes van Beek davon, dass es besser wäre, sich von der Gruppe um die beiden Schulze-Boysens zu trennen. Zu diesem Zeitpunkt wurde aber Harro Schulze-Boysen bereits durch die Gestapo observiert, die dann auch die Spur zu den beiden aufnahm. 
Am 20. September 1942 wurde Cato Bontjes van Beek zusammen mit ihrem Vater verhaftet und Anfang Oktober 1942 auch Strelow. Am 14. Januar 1943 fand in der Witzlebenstraße in Berlin-Charlottenburg eine Verhandlung des 2. Senats des Reichskriegsgerichts statt, bei der die Angeklagten Heinz Strelow, Cato Bontjes van Beek, Friedrich Rehmer und Werner Krauss die Anklageschrift erst kurz vor der Verhandlung und dies auch nur auszugsweise zu sehen bekamen. Am 18. Januar 1943 wurden die vier wegen „Feindbegünstigung“ zum Tode verurteilt. Das nach heutigen Maßstäben nicht rechtskräftige Urteil gegen Heinz Strelow wurde am 13. Mai 1943 im Strafgefängnis Plötzensee durch Enthaupten vollstreckt. Der Leichnam wurde dem Anatomisch-Biologischen Institut der Universität Berlin übergeben.

## Ehrungen
- In der Heinrich-Hertz-Schule in Hamburg-Nord gibt es eine Gedenktafel zur Erinnerung an Heinz Strelow und vor dem Schuleingang wurde ein Stolperstein verlegt.